# Dassault Falcon 900
Dassault Falcon 900 je francuski tromotorni poslovni mlažnjak. Razvijen je na osnovi Falcona 50 s kojim dijeli brojne sličnosti. Razvoj je započeo nakon što su se korisnici Falcona 50 zainteresirali za njegovu uvećanu i unaprijeđenu inačicu.

## Tehničke karakteristike (Falcon 900B)
Izvori podataka: "Jane's "
Osnovne karakteristike
- dužina: 20,21 m
- raspon krila: 19,33 m
- površina krila: 49 m2
- visina: 7,55 m
- korisni teret: 2.185 kg

Letne karakteristike
- najveća brzina: Mach 0,87
- ekonomska brzina: Mach 0,75
- dolet: 7.116 km
- najveća visina leta: 15.550 m
- specifično opterećenje krila: 421,2 kg/m2